# 리틀 미스 마커
리틀 미스 마커(Little Miss Marker)는 미국에서 제작된 알렉산더 홀 감독의 1934년 코미디, 가족, 드라마 영화이다. 셜리 템플, 애돌프 만주 등이 주연으로 출연하였다. 이후 여러 차례 개작이 나왔다. 1998년 미국 국립영화등기부에 등재되었다.

## 줄거리
마시는 아빠의 도박 담보(marker)가 되어 조폭들에게 마키(Marky)로 불리게 된다. 패배한 아빠가 자살하자 조폭들은 마키를 곧 있을 조작 경마에 사용할 말의 마주로 내세우기로 한 뒤 마권업자 소로플 존스에게 억지로 맡겨버린다.
결국 모두 마키에게 정이 들어 두목과 그의 애인이 입양을 하게 된다.

## 출연

### 주연
- 셜리 템플 - 마시 '마키' 제인 역
- 애돌프 만주 - 소로플 존스 역
- 찰스 빅퍼드 - 두목 빅 스티브 핼로웨이 역
- 도러시 델 - 뱅글스 카슨 역

### 조연
- 린 오버맨
- 워런 하이머
- 샘 하디
- 존 켈리
- 윌리 베스트
- 프랭크 맥글린 시니어
- 프랭크 콘로이